# Cercavores de l'Himàlaia
El cercavores de l'Himàlaia (Prunella himalayana) és un ocell de la família dels prunèl·lids (Prunellidae). Emparentat amb el cercavores, viu en les zones altes de les principals cadenes muntanyoses de l'Àsia central, des de Russia, en el Massís de l'Altai, fins al Tien Shan, a Afganistan, passant per Mongolia, el Kazakhstan, Tajikistan i Turkmenistan. A l'hivern es desplaça a cotes i latituds més baixes, arribant a l'Himalàia de l'Índia i el Nepal. El seu estat de conservació es considera de risc mínim.